# الكاردينال (فلم)
الكاردينال (بالإنجليزية: The Cardinal) فيلم دراما أمريكي صدر عام 1963. من إنتاج و إخراج أوتو بريمنغر و توزيع كولومبيا بيكتشرز. السيناريو من تأليف روبرت دوزير ومقتبس من رواية بنفس الاسم للكاتب هنري مورتون روبينسون.

## روابط خارجية
- مقالات تستعمل روابط فنية بلا صلة مع ويكي بيانات